# Mykola Pavlov
Mykola Petrovyč Pavlov (in ucraino Микола Петрович Павлов?, in russo Николай Петрович Павлов?, Nikolaj Petrovič Pavlov; Kiev, 20 giugno 1954) è un allenatore di calcio ed ex calciatore sovietico dal 1991 ucraino, di ruolo difensore.

## Statistiche

### Cronologia presenze e reti in Nazionale
| Cronologia completa delle presenze e delle reti in nazionale ― Unione Sovietica | Cronologia completa delle presenze e delle reti in nazionale ― Unione Sovietica | Cronologia completa delle presenze e delle reti in nazionale ― Unione Sovietica | Cronologia completa delle presenze e delle reti in nazionale ― Unione Sovietica | Cronologia completa delle presenze e delle reti in nazionale ― Unione Sovietica | Cronologia completa delle presenze e delle reti in nazionale ― Unione Sovietica | Cronologia completa delle presenze e delle reti in nazionale ― Unione Sovietica | Cronologia completa delle presenze e delle reti in nazionale ― Unione Sovietica |
| Data                                                                            | Città                                                                           | In casa                                                                         | Risultato                                                                       | Ospiti                                                                          | Competizione                                                                    | Reti                                                                            | Note                                                                            |
| ------------------------------------------------------------------------------- | ------------------------------------------------------------------------------- | ------------------------------------------------------------------------------- | ------------------------------------------------------------------------------- | ------------------------------------------------------------------------------- | ------------------------------------------------------------------------------- | ------------------------------------------------------------------------------- | ------------------------------------------------------------------------------- |
| 28/03/1984                                                                      | Hannover                                                                        | Germania Ovest                                                                  | 2 – 1                                                                           | Unione Sovietica                                                                | Amichevole                                                                      | -                                                                               | 20’                                                                             |
| Totale                                                                          |                                                                                 | Presenze                                                                        | 1                                                                               |                                                                                 | Reti                                                                            | 0                                                                               |                                                                                 |

## Palmarès

### Giocatore

#### Competizioni nazionali
- Pervaja Liga: 1

Kryl'ja Sovetov Samara: 1978
- Campionato sovietico: 1

Dnepr: 1983

### Allenatore

#### Competizioni nazionali
- Campionato ucraino: 1

Dinamo Kiev: 1994-1995
- Coppa d'Ucraina: 2

Dinamo Kiev: 2004-2005
Vorskla: 2008-2009